# Coelioxys cordillerana
Coelioxys cordillerana är en biart som beskrevs av Holmberg 1909. Coelioxys cordillerana ingår i släktet kägelbin, och familjen buksamlarbin. Inga underarter finns listade i Catalogue of Life.